# Warren Cowan
Warren Cowan (* 13. März 1921 in New York City; † 14. Mai 2008 in Los Angeles, Kalifornien) war ein US-amerikanischer PR-Berater. Er zählte zu den bekanntesten seines Berufszweigs und arbeitete unter anderem für Elton John, Frank Sinatra, Arnold Schwarzenegger und Elizabeth Taylor.

## Leben
Warren Cowan wuchs als Sohn des Songwriter-Duos Rubey und Grace Cowan auf. Er studierte an der University of California, wo er Linda Darnell kennenlernte. Für sie arbeitete er als Publizist. Im Zweiten Weltkrieg diente er in der United States Air Force. Nach dem Krieg wurde er Partner von Henry C. Rogers in einer der ersten PR-Agenturen, die ihren Namen dann in Rogers & Cowan umbenannte. 1950 gründete er im Namen seines Klienten Frank Borzage eine der ersten Benefiz-Veranstaltungen im Sport, ein Golf-Turnier unter dem Namen „Invitational Motion Picture Golf Tournament“ für pensionierte Schauspieler, für das er Mickey Rooney und Fred Astaire gewinnen konnte.
Die Agentur wuchs zu einer der größten PR-Agenturen ihrer Zeit. In ihrer 40-jährigen Karriere betreute sie eine Reihe namhafter Schauspieler, wie Paul Newman, Audrey Hepburn und Clint Eastwood. Auch im Musikbereich hatte die Agentur Größen wie Frank Sinatra, The Doors und Michael Jackson als Kunden.
Seine größten Coups landete er 1976 und 1982. 1976 mietete er zur Promotion des Films Eine Leiche zum Dessert eine riesige Fläche auf dem Dach eines Gebäudes in der Flugschneise des Los Angeles International Airport, so dass alle landenden Fluggäste die riesige Werbung sehen konnten. 1982 vermietete er mehrere Lincoln-Limousinen an Stars wie Sylvester Stallone und Charlton Heston, die diese für die Fahrten zu öffentlichen Auftritten benutzen konnten. Diese dienten zugleich als Produktplatzierung für die Luxusmarke.
Warren Cowan verhalf Paul McCartney zu einem Eintrag im Guinness-Buch der Rekorde als „the most prolific composer of all times“.
1988 wurde Rogers & Cowan an eine englische Firma verkauft. 1994 etablierte Cowan eine neue Agentur unter dem Namen „Warren Cowan & Associates“, für die er bis zu seinem Krebstod im Mai 2008 arbeitete.